# Potentiaalstroming

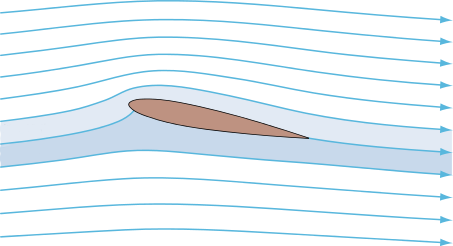
Stroomlijnen in de potentiaalstroming om een NACA 0012 vleugelprofiel bij een aanstroomhoek van 11°.

In de stromingsleer is een stroming in een snelheidsveld een potentiaalstroming, als dat veld een potentiaal heeft. De stroming is dan de gradiënt van de snelheidspotentiaal, een scalaire grootheid. Omdat de rotatie van een gradiënt altijd nul is, zijn potentiaalstromingen rotatievrij, wat voor verschillende toepassingen een geoorloofde benadering is.
In het geval van een onsamendrukbare stroming moet de snelheidspotentiaal aan de laplace-vergelijking voldoen. Dan is potentiaaltheorie, gedefinieerd als de studie van harmonische functies, van toepassing, met een snelheidspotentiaal die specifiek geschikt is voor het bestudeerde stromingsprobleem. Maar ook voor samendrukbare stromingen, bijvoorbeeld bij geluid en voor vliegtuigen bij hogere machgetallen, wordt de potentiaalstromingsbenadering gebruikt. Verder vindt potentiaalstroming toepassing bij zowel stationaire als instationaire stromingen.
Potentiaalstroming wordt onder andere toegepast voor: het snelheidsveld rond vliegtuigvleugels, buiten grenslaag en zog, oppervlaktegolven, en grondwaterstroming. Voor stromingen – of deelgebieden in stromingsvelden – met sterke vorticiteitseffecten geeft potentiaaltheorie geen bruikbare benadering van de stroming.

## Beschrijving en karakteristieken
Een potentiaalstroming wordt beschreven door de snelheidspotentiaal φ – een scalaire grootheid van positie en tijd. De stroomsnelheid {\displaystyle \mathbf {v} } is een vectorveld dat gelijk is aan de gradiënt van de snelheidspotentiaal {\displaystyle \varphi }:
{\displaystyle \mathbf {v} =\nabla \varphi }
Soms wordt ook de definitie {\displaystyle \mathbf {v} =-\nabla \varphi }, met een minteken, gebruikt. Hier wordt echter bovenstaande definitie toegepast, zonder het minteken. Volgens de vectoranalyse is de rotatie van een gradiënt gelijk aan nul:
{\displaystyle \nabla \times \nabla \varphi =\mathbf {0} },
en daardoor is de vorticiteit, de rotatie van het snelheidsveld {\displaystyle \mathbf {v} }, gelijk aan nul:
{\displaystyle \nabla \times \mathbf {v} =\mathbf {0} }
Dit betekent dat een potentiaalstroming een rotatievrije stroming is. Hetgeen directe consequenties heeft voor de toepasbaarheid. In delen van de stroming waarvan bekend is dat vorticiteit een grote invloed heeft, zoals in een zog of grenslaag, geeft potentiaaltheorie geen realistische voorspellingen van het stromingsveld. Gelukkig zijn er vaak grote delen van een stromingsveld waar de aanname van een rotatievrije stroming wel geoorloofd is. Zodat potentiaalstroming toch vele toepassingen vindt, bijvoorbeeld voor: stroming rond vliegtuigen (aerodynamica), grondwaterstroming, akoestiek en zeegolven.

## Onsamendrukbare stroming

Stroomlijnen in een onsamendrukbare potentiaalstroming rond een cirkelcilinder in een uniform stromingsveld.

Voor een onsamendrukbare stroming — bijvoorbeeld van een vloeistof, of van een gas bij lage machgetallen; maar niet voor geluidsgolven — is het snelheidsveld {\displaystyle \mathbf {v} } divergentievrij:
{\displaystyle \nabla \cdot \mathbf {v} =0},
waarbij de punt voor het inwendig product staat. Met als resultaat, dat de snelheidspotentiaal {\displaystyle \varphi } aan de laplace-vergelijking moet voldoen
{\displaystyle \Delta \varphi =0},
met hierin {\displaystyle \Delta =\nabla ^{2}} de laplace-operator. Zodoende kan een onsamendrukbare potentiaalstroming volledig beschreven worden door zijn kinematica: de rotatievrijheid en divergentievrijheid van het stromingsveld. Dynamica komt er slechts achteraf aan te pas, als men ook geïnteresseerd is in de resulterende drukverdeling: bijvoorbeeld voor de stroming rond een vliegtuigvleugel kan de druk uitgerekend worden met de wet van Bernoulli.
Omdat de hele stroming kan worden beschreven zonder gebruik te maken van dynamica, beschouwde Nobelprijswinnaar Richard Feynman potentiaalstroming als zo onwerkelijk, dat 'droog water' de enige vloeistof is die aan deze voorwaarden voldoet.
In twee dimensies kan potentiaalstroming op efficiënte wijze worden beschreven met technieken uit de complexe functietheorie.